# Sam and Max : Au-delà du temps et de l'espace
Sam and Max : Saison 2 ou Sam and Max : Au-delà du temps et de l'espace (Sam & Max : Season 2, puis Sam & Max Beyond Time and Space en version originale) est une compilation de jeux vidéo composée d'une série de cinq épisodes développée par Telltale Games sortie sur Internet entre novembre 2007 et avril 2008. Basée sur les personnages du comic américain Sam and Max créé par Steve Purcell, elle fait suite à Sam and Max : Saison 1, de la même manière qu'une série télévisée, à environ un an d'intervalle. Cependant il existe un portage de la saison complète sur Wii datant d'avril 2010.

## Généralités

### Genèse
À la suite du succès de la saison 1, Telltale Games annonce en septembre 2007 que la série revient pour une seconde saison. Celle-ci comporte 5 épisodes (un de moins que la première saison). Comme pour la première saison, GameTap bénéficie de la première diffusion, une journée plus tôt que la vente sur le site de Telltale Games (ce délai était de quinze jours pour la première saison).

### Liste des épisodes
1. Ice Station Santa (8/9 novembre 2007)
2. Moai Better Blues (10/11 janvier 2008)
3. Night of the Raving Dead (12/13 février 2008)
4. Chariots of the Dogs (13/14 mars 2008)
5. What's New, Beelzebub? (10/11 avril 2008)

Chaque titre est une référence au titre d'un film ou d'un livre.

## Univers et scénario

### Synopsis
Après une première saison où les enquêtes sont axées clairement sur l'hypnotisme, le scénario de la saison 2 et sa ligne directrice, bien qu'extrêmement cohérents tout au long des cinq épisodes, sont plus difficiles à cerner. Sam & Max vont en effet voyager dans le temps et l'espace et combattre des ennemis aussi différents que le Père Noël, un esprit, un poisson rouge, des zombies, un vampire, un mariachi et Satan lui-même... Ce n'est qu'à la fin du cinquième épisode que l'on découvre qui est responsable de tous ces évènements...

### Personnages récurrents
Voir aussi la liste des personnages récurrents de la saison 1
En plus des personnages récurrents rencontrés dans la saison 1, de nouveaux personnages récurrents apparaissent :
- Stinky tient le restaurant qui se trouve dans la rue du bureau de Sam & Max. Selon ses explications, elle le tient de son grand-père, également dénommé Stinky qui aurait disparu au cours d'une croisière ou en faisant de l'alpinisme,

- Flint Paper est un privé qui tient le bureau à côté de celui de la police freelance (il est déjà fait référence à ce personnage dans Sam and Max Hit the Road). Les méthodes de Flint à base de violence sont au goût de Max,

- Pedro le Mariachi fête les anniversaires des gens. Cependant, son rôle semble un peu plus complexe que cela...

## Système de jeu
Le gameplay reste le même que celui de la saison 1, un jeu en pointer-et-cliquer en 3D. Cependant les mini-jeux, qui se jouaient uniquement à la souris dans la saison 1, peuvent également être joués au clavier, ce qui les rends plus jouables.
Le jeu accepte désormais les résolutions des écrans panoramiques.
Les actions à mener se font toujours par un simple clic gauche. Il n'y a pas de fonction "parler", "prendre" ou "utiliser". L'action la plus logique est réalisée : si on clique sur une personne, Sam lui parle. Si on clique sur un objet, on obtient sa description et Sam le prend s'il est utile.
L'inventaire est toujours représenté par une boîte en carton, comme dans Sam and Max Hit the Road et Sam and Max : Saison 1. Il n'est cependant pas possible de combiner des objets de l'inventaire entre eux, mais uniquement avec les éléments du décor.

## Distribution
Les épisodes sont disponibles en saison complète en téléchargement sur les sites de GameTap (qui nécessite un abonnement particulier au système GameTap), de Telltale Games ainsi que sur la plateforme de téléchargement Steam. Ils sont également vendus à l'unité sur le site de Telltale Games. Les acheteurs de la saison ont pu demander l'envoi d'un DVD qui reprend l'intégralité des épisodes.
Une version française sur PC fut distribuée par Atari et vendue dans le commerce le 30 avril 2010, Elle inclut de base les voix françaises et quelques nouveautés dont la biographie des personnages et des artworks et est cette fois traduites en français avec des sous-titres amovibles.
Une version Wii a également vu le jour, après avoir été de nombreuses fois repoussée. La distribution fut cependant anarchique. Il est important de souligner que seuls quelques magasins ont eu le privilège d'acquérir quelques exemplaires et le prix de vente fut rabaissé de 45 à 30 euros voire moins sans aucune explication.

## Critiques (Wii)
La qualité finale du produit sur Nintendo Wii est assez médiocre selon certaines critiques spécialisées, tout comme son ancienne adaptation de la Saison Une. 
À noter que Telltale Games s'est occupé directement du portage alors que l'équipe fut assistée par The Adventure Company pour la première saison.